# قصر المجصة
قصر المجصة؛ هو قصر أثري يقع في مدينة الطرف جنوب محافظة الأحساء شرق المملكة العربية السعودية، يعد القصر من البقايا المعمارية الهامّة في الأحساء، حيث يُمثّل بالمنطقة التابعة لها واحة خضراء من النخيل كانت عامرة حتى سنة 1390 هـ، وكان يزرع في هذه الواحة الفواكه والخضراوات بأنواعها وكان أول منتزه عرفه أهالي بلدة الطرف، وأصبح الآن مجرد أطلال.

## الوصف
يمثل قصر المجصة قلعة شامخة يحيطها سور منيع، وفي زواياه الأربع بروج عاجية الشكل للمراقبة، وفي داخله غرف عديدة للاستراحة، وكان يتوفر في المكان كل ما تتمتع به الأماكن السياحية الطبيعية، ويعتبر قصر المجصة من القصور الأثرية القديمة في محافظة الأحساء، تم تجديد بناء القصر عدة مرات آخرها في سنة 1337 هـ، حيث قدم فيه الملك عبد العزيز ثلاث مرات، المرة الأولى اختلف في تحديد تاريخها، والمرة الثانية في عام 1330 هـ، والثالثة في عام 1331 هـ أثناء فتح الأحساء.

يحتوي القصر على بركة سباحة خاصة بالمجصة، وعينين: إحداهما داخل سور القصر وتقع في الزاوية الشمالية الغربية من القصر، والأخرى تقع خارج القصر وهي خاصة بمرتادي القصر للسباحة وري المزرعة، تصميم قصر المجصة لا يختلف كثيراً عن القصور التقليدية بالمنطقة، ولعل أهم ما يميزه هي أساساته الحجرية الضخمة، وجدرانه الطينية الحمراء، وتقع بأحد مرافقه الداخلية بئر ماء، في حين توجد آثار عين ماء كبيرة ملاصقة لسور القصر الجنوبي من البرج، وقد كانت هذه العين تفيض بالماء.والقصر بناء مستطيل الشكل لهُ سور سميك يدعمهُ أربع أبراج دائرية تنتشر في أركانه الخارجية، ويحتوي مبنى القصر على العديد من الحجرات التي تفتح مباشرةً على ساحة داخلية مكشوفة، وتاريخ بناء القصر ربما يعود إلى أيام الدولة الجبرية 795/ 931هـ، بينما أول تجديد للقصر عام 1337هـ.

## انظر ايضاً
- الاحساء
- قصر خزام (الأحساء)

## وصلات خارجية
- “المجصَّة”.. قصر الزيارات الملكية الثلاث.